# Montigny-sur-Meuse
 Montigny-sur-Meuse  es una población y comuna francesa, en la región de Champaña-Ardenas, departamento de Ardenas, en el distrito de Charleville-Mézières y cantón de Fumay.

## Demografía
| 165 | 130 | 101 | 99 | 104 | 78 |
| Para los censos de 1962 a 1999 la población legal corresponde a la población sin duplicidades (Fuente: INSEE [Consultar]) |     |     |    |     |    |